# Fuchsine
La fuchsine est un colorant rouge violacé surtout utilisé en microbiologie et en histologie.
Ce composé intervient dans la coloration de Gram, mais aussi dans les  milieux de culture bactériens. Dans un tout autre domaine, la fuchsine est aussi utilisée pour faire des tracés à la peau (aussi appelés « tatouages ») persistants notamment en radiothérapie externe.
August Wilhelm von Hofmann, dans ses travaux sur les dérivés de l'aniline, décrit en septembre 1858 ce produit, une « matière colorante d'un cramoisi magnifique » dont il indique la méthode de préparation.
François-Emmanuel Verguin déposa le 8 avril 1859 un brevet pour cette substance qu’il avait réussi à synthétiser, et le vendit la même année à la société Renard Frères qui la mit sur le marché sous le nom commercial de magenta, tandis que d'autres producteurs la nommaient « fuchsine » évoquant la couleur des fleurs de fuchsia.

Figure 1 : Structure chimique de la néo-fuchsine basique.

Il existe trois types de fuchsines.

## La fuchsine basique

### La néo-fuchsine basique

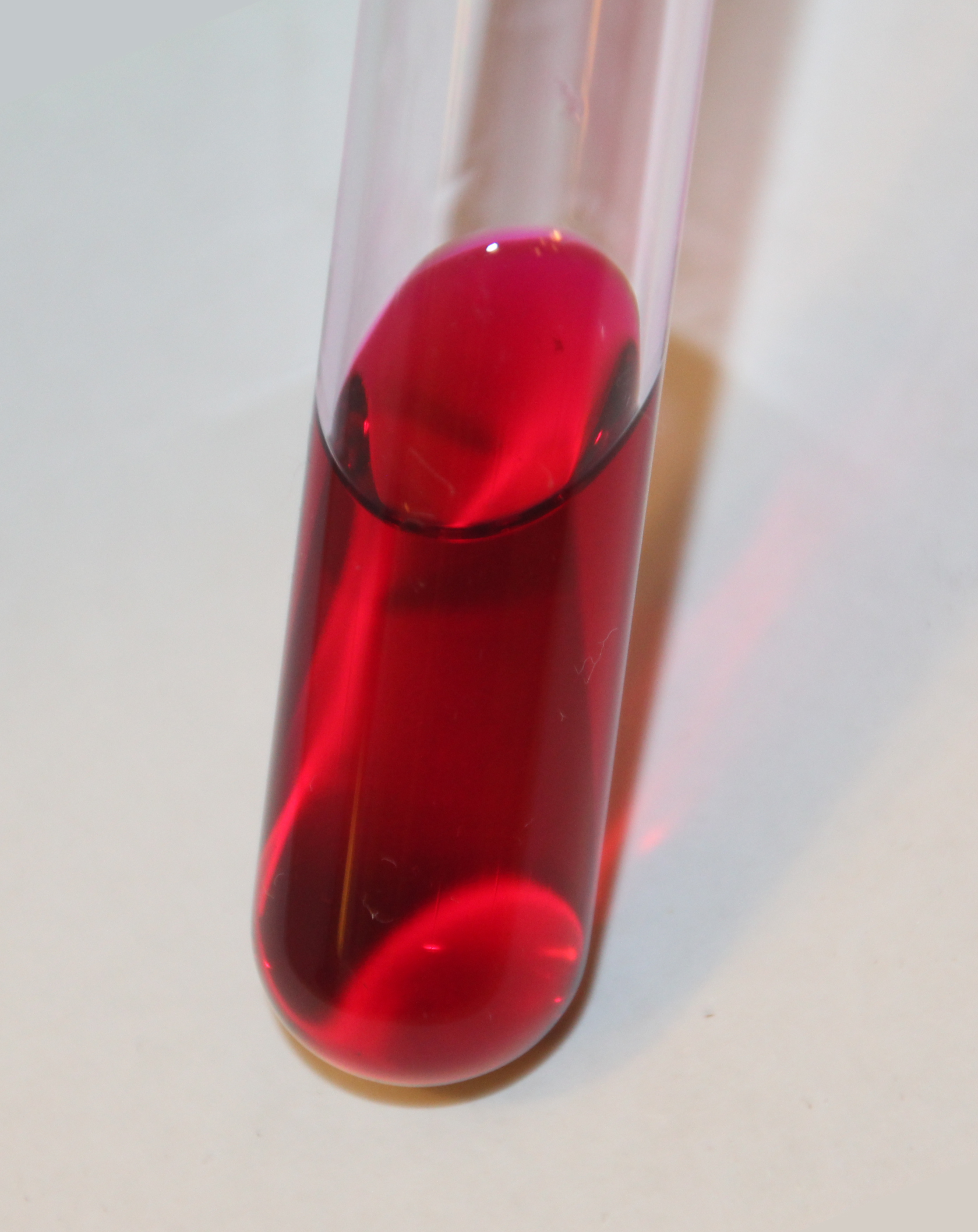
Fuchsine basique diluée dans de l'eau.

Elle est utilisée dans la fuchsine de Ziehl (coloration de Gram, coloration de Ziehl-Neelsen) ou la fuchsine de Kinyoun (coloration de Kinyoun). Sa structure est présentée dans la figure 1.
Composition de la fuchsine de Ziehl :
| Fuchsine basique | 10 g   |
| Phénol           | 50 g   |
| Éthanol          | 100 mL |
| Eau distillée    | 1 L    |

Composition de la fuchsine de Kinyoun :
| Fuchsine basique | 33,3 g |
| Phénol           | 66,6 g |
| Éthanol          | 166 mL |
| Eau distillée    | 1 L    |

### Les fuchsines acides
Elles sont incolores. En effet, ce sont des leucodérivés (c'est-à-dire des dérivés blancs) de la fuchsine basique obtenues par réaction avec cette dernière et de l'oxyde de soufre. Elles prennent une coloration rose en cas de réduction.
Exemples d'utilisation :
- la réaction de Schiff pour mettre en évidence les aldéhydes ;
- la coloration à l'acide periodique (HIO4) utilisée en histologie utilisant le même principe.

## La Fuchsine de Schiff L
Utilisée dans la coloration PAS (Periodic Acid Schiff) et la coloration de Feulgen.

## La Fuchsine de Schiff C
Elle dérive de la Fuchsine Schiff L en présence de fonctions aldéhydes par restauration de la fonction quinone.
Utilisée dans la coloration PAS (Periodique Acide Schiff).